# Maria Josep Atienza i Guerrero
Maria Josep Atienza i Guerrero (1955) és una assistenta social, sindicalista i política catalana, diputada durant uns mesos al Congrés dels Diputats en la VI Legislatura.
Diplomada en treball social i educació, ha obtingut màsters en infantesa maltractada, immigració, mediació i en drogodependència. Ha treballat com a educadora al Departament de Justícia Juvenil de l'Ajuntament de Barcelona.
Sindicalment ha format part del comitè d'empresa amb Comissions Obreres i n'és membre de la Plataforma Salvador Seguí, però alhora és membre de la Unió de Treballadors i de la Unió de Dones. Ha format part de l'executiva de Badalona d'Unió Democràtica de Catalunya, partit en el qual milita des de 1992.
En 1999 va substituir en el seu escó uns mesos Carme Laura Gil i Miró, escollida diputada a les eleccions generals espanyoles de 1996 i que havia deixat l'escó en ser nomenada consellera d'Ensenyament. De 1999 a 2000 ha estat portaveu de la Comissió Mixta de Recerca Científica i Desenvolupament Tecnològic del Congrés dels Diputats.
En març de 2000 es va fer públic que centre de formació ocupacional Iniciatives i Projectes Socio-laborals, fundat per ella, va rebre des de 1994 fins a 1997 103,2 milions de subvencions de la Conselleria de Treball de la Generalitat de Catalunya, aleshores dirigida per Unió Democràtica de Catalunya (UDC).